# Спинетоли
Спинетоли (итал. Spinetoli) насеље је у Италији у округу Асколи Пичено, региону Марке.
Према процени из 2011. у насељу је живело 840 становника. Насеље се налази на надморској висини од 190 м.

## Становништво
| 1931. | 1936. | 1951. | 1961. | 1971. | 1981. | 1991. | 2001. | 2011. |
| ----- | ----- | ----- | ----- | ----- | ----- | ----- | ----- | ----- |
| 3.359 | 3.555 | 4.025 | 4.273 | 4.245 | 4.693 | 5.120 | 5.874 | 7.108 |